# Кетрін Сіккінк
Кетрін Сіккінк (нар. 28 липня 1955) — академічний автор і науковець в сфері прав людини ТА міжнародних відносин, яка працює в рамках теорії конструктивізму. Отримала ступінь бакалавра за спеціальністю Міжнародні відносини в Міннесотському університеті, ступені магістра. і доктора наук в галузі політології в Колумбійському університету.
Служила регент-професором і отримала нагороду МакНайта президентської кафедри політології в Міннесотському університеті, в даний час Райан Фемілі — професор з питань політики в галузі прав людини, Керол К. Форзеймер — професор  в Редкліффському інституті перспективних досліджень при школі уряду імені  Джона Кеннеді , Гарвардський університет. Сіккінк вивчає міжнародні норми і інститути, транснаціональні пропагандистські мережі, вплив права в галузі прав людини і політики, а також правосуддя в перехідному періоді.
У 2008 році Сіккінк отримала Грант Ґуґґенгайма. У 2012 році вона отримала премію Роберта Ф. Кеннеді  за книгу Справедливий Каскад, яка обговорює витоки і наслідки випробувань в області прав людини.Вона також є власником всесвітньої премії Гравемайер за її книгу (з Маргарет Кек) Активістки за межами кордонів (1998).